# Piotrków Kujawski (gmina)
Piotrków Kujawski (daw. gmina Piotrkowo) – gmina miejsko-wiejska w Polsce położona województwie kujawsko-pomorskim, w powiecie radziejowskim. W latach 1975–1998 gmina administracyjnie należała do województwa włocławskiego.
Siedziba gminy to Piotrków Kujawski.
Według danych z 30 czerwca 2004 gminę zamieszkiwało 9645 osób.

## Historia
Historycznie odpowiednik gmina Piotrków (lub gmina Piotrkowo) odpowiadał dwóm różnym jednostkom.
Pierwsza gmina o nazwie Piotrkowo powstała 1 stycznia 1867 za Królestwa Polskiego, gdzie należała do powiatu radiejewskiego (od 1871 nieszawskiego) w guberni warszawskiej. Na południe od niej znajdowała się gmina Wymysłów. Miasto Piotrków stanowiło oddzielną jednostkę administracyjną, położoną między gminami Piotrków (na północy) a Wymysłów (na południu), natomiast miasto Radziejów stanowiło enklawę (również oddzielną jednostkę administracyjną) na obszarze gminy Piotrków.
31 maja 1870 do gminy Piotrków przyłączono pozbawiony praw miejskich Radziejów, natomiast pozbawiony praw miejskich 28 sierpnia 1870 Piotrków  nie włączono do gminy Piotrkowo, lecz do gminy Wymysłów, którą przemianowano na gminę Gradowo.
Dopiero w 1874 roku uporządkowano zawiłą sytuację administracyjną, kiedy to gminę Gradowo (z Piotrkowem) przemianowano na gminę Piotrków, a istniejącą dotychczas gminę Piotrków (z Radziejowem) na gminę Radziejów. W 1919 Radziejów odzyskał prawa miejskie, i został wyłączony z gminy Radziejów.
Poniższa tabela przedstawia tę złożoność, między innymi zmianę znaczenia odpowiednika gminy Piotrków:
| Rok  | Gmina północna                              | Gmina południowa                          |
| ---- | ------------------------------------------- | ----------------------------------------- |
| 1867 | gmina Piotrków                              | gmina Wymysłów                            |
| 1870 | gmina Piotrków + zniesiono miasto Radziejów | gmina Gradowo + zniesiono miasto Piotrków |
| 1874 | gmina Radziejów z osadą Radziejów           | gmina Piotrków z osadą Piotrków           |

## Struktura powierzchni
Według danych z roku 2002 gmina Piotrków Kujawski ma obszar 138,62 km², w tym:
- użytki rolne: 83%
- użytki leśne: 4%

Gmina stanowi 22,84% powierzchni powiatu.

## Demografia

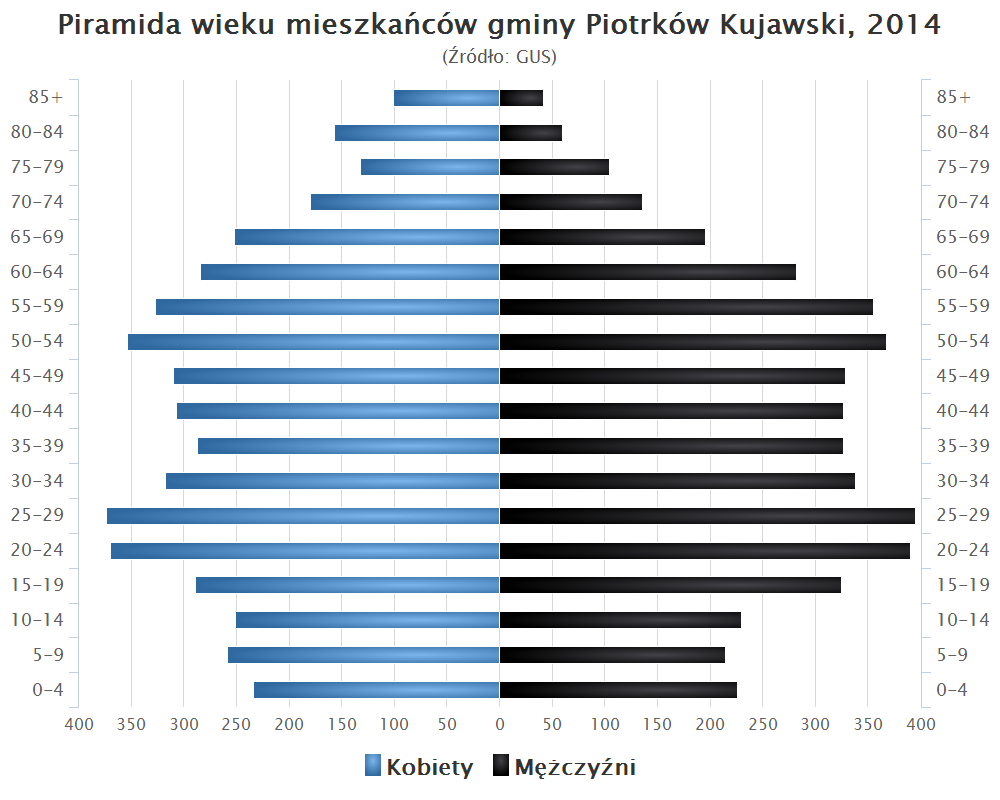
Piramida wieku mieszkańców gminy Piotrków Kujawski w 2014 roku

Dane z 30 czerwca 2004:
| Opis                              | Ogółem | Ogółem | Kobiety | Kobiety | Mężczyźni | Mężczyźni |
| --------------------------------- | ------ | ------ | ------- | ------- | --------- | --------- |
| jednostka                         | osób   | %      | osób    | %       | osób      | %         |
| populacja                         | 9645   | 100    | 4895    | 50,8    | 4750      | 49,2      |
| gęstość zaludnienia (mieszk./km²) | 69,6   | 69,6   | 35,3    | 35,3    | 34,3      | 34,3      |

## Zabytki
Wykaz zarejestrowanych zabytków nieruchomych na terenie gminy:
- zespół dworski z połowy XIX w. w Leszczach, obejmujący: dwór; elektrownię, obecnie dom mieszkalny; park, nr 418/A z 14.12.1998 roku
- kościół parafii pod wezwaniem św. Jakuba z XVI w. w Piotrkowie Kujawskim, nr 27/311 z 01.06.1955 roku
- zespół dworski w Piotrkowie Kujawskim, obejmujący: dwór z przełomu XIX/XX w.; park z drugiej połowy XIX w.; figurę Matki Boskiej z przełomu XIX/XX w., nr 419/A z 14.12.1998 roku
- kościół parafii pod wezwaniem Świętej Trójcy z drugiej połowy XIX w. w Połajewie, nr A/420 z 20.06.1988 roku
- zespół cmentarny w Rzeczycy, obejmujący: cmentarz z 1878 roku; kaplicę, nr 408/A z 26.01.1998 roku.
- Jurkowo – osada pradziejowa od neolitu do średniowiecza, punkty osadnicze w kilku miejscach. Osadnictwo kultury pucharów lejkowatych, amfor kulistych, kultury łużyckiej do średniowiecza. Osada w trakcie rozpoznawania.

## Sołectwa
Anusin, Bycz, Dębołęka, Gradowo, Jerzyce, Kaczewo, Lubsin, Łabędzin, Malina, Nowa Wieś, Palczewo, Połajewo, Przedłuż, Przewóz, Rogalin, Rudzk Duży, Rudzk Mały, Stawiska, Szewce, Świątniki, Wójcin, Zborowiec.

## Pozostałe miejscowości
Byszewo, Czarnotka, Higieniewo, Józefowo, Kaspral, Katarzyna, Kozy, Krogulec, Leszcze, Łączki, Połajewek, Rzeczyca, Rzepiska, Sokoły, Teodorowo, Trojaczek, Wąsewo, Wincentowo, Zakręta, Zborowczyk.

## Sąsiednie gminy
Bytoń, Kruszwica, Radziejów, Skulsk, Topólka, Wierzbinek